# Mohamed Fraj Chedly
Pour les articles homonymes, voir Fraj.
Mohamed Fraj Chedly (arabe : محمد فرج الشادلي), né le 9 mai 1927 à Kairouan et mort le 13 avril 2014 à Monastir, est un nouvelliste, romancier, dramaturge et homme politique tunisien.

## Biographie
Né d'un père fonctionnaire originaire de la ville de Monastir, il est titulaire d'un diplôme de compétence en pédagogie d'enseignement de l'École normale de Tunis. Il travaille comme enseignant ainsi que directeur dans des écoles primaires et secondaires, dont l'école primaire de Sidi Bou Saïd, le lycée secondaire de Menzel Temime et le lycée secondaire de Béja.
Nouvelliste et romancier, il publie certaines de ses œuvres dans la revue Al Fikr (ar) (parue entre 1955 et 1986), fondée par Mohamed Mzali et dont Béchir Ben Slama est le rédacteur en chef.
Il est nommé à la tête du ministère de l'Éducation nationale dans le gouvernement Mzali, poste qu'il occupe du 25 avril 1980 au 5 mai 1986, sous la présidence de Habib Bourguiba. Dans le cadre de ses fonctions au sein de ce ministère, il soutient la politique d'arabisation de l'enseignement lancée par Mzali.
Il meurt le 13 avril 2014 à Monastir.
Le 7 juin 2014, le lycée pilote de l'Ariana est baptisé à son nom.